# パーヴェル・ボロジン
パーヴェル・パーヴロヴィチ・ボロジン（ロシア語: Па́вел Па́влович Бороди́н、ラテン文字転写の例：Pavel Pavlovich Borodin、1946年10月25日 - ） は、ロシアの政治家。1993年11月15日から2000年1月10日までロシア大統領府総務局長。2000年1月26日から2011年11月15日までロシア・ベラルーシ連盟国（ロシア・ベラルーシ連邦国家）国家書記（国務書記、国務長官）。 

## 経歴
1972年ウリヤノフスク農業大学経済学部を卒業する。1973年から1980年まで建設業の仕事に就き、「ヤクーツクゲオルギア」（Якутскгеология）エコノミスト課副総支配人となる。1980年ヤクート自治共和国のヴィリュイスク市執行委員会議長。ヤクーツク市執行委員会議長。1985年ハバロフスク高級党学校を卒業する。1988年ヤクーツク市議会選挙に立候補する。1990年から1993年までヤクーツク市議会議長。同年ロシア共和国人民代議員に当選する。1991年5月、人民代議員大会では会派「祖国」（オッチズナ）に所属した。8月クーデター後は、ソ連共産党を離党する。1993年2月、「進歩のための同意」会派と女性、家族、母性、児童擁護委員会に所属した。
1993年11月15日から2000年1月10日までロシア大統領府総務局長。
1995年12月、ロシア連邦議会下院国家会議選挙ではイワン・ルイプキン連合の名簿に掲載されたが、同連合は5パーセント条項を突破できず、ボロジンは議席を得ることはできなかった。
1996年にサンクトペテルブルク第一副市長を辞職したウラジーミル・プーチンをロシア大統領府総務局次長として抜擢、プーチンをモスクワへと異動させた。（ただし、この抜擢についてはアナトリー・チュバイスが行ったという説もある）。
2000年1月26日から2011年11月15日までロシア・ベラルーシ連盟国（ロシア・ベラルーシ連邦国家）の初代国家書記（国務書記、国務長官）を務めた。
大統領府総務局長時代からエリツィン政権の「金庫番」と見做されていた。マネーロンダリングの容疑で2001年にはアメリカで逮捕されている。